# Симптом Добровольської-Ніколадоні
Симптом Добровольської-Ніколадоні, також в англомовній літературі синдром Бренема, або синдром Бренема-Ізраеля-Ніколадоні — явище уповільнення пульсу при стисненні артеріовенозної фістули. Виявляється у більшості, але не у всіх пацієнтів з такою фістулою.
Імовірно, симптом Добровольської-Ніколадоні є перебільшеним рефлексом Бецольда-Яриша, який полягає у брадикардії, викликаної активацією барорецепторів лівого шлуночка серця. Принаймні цей ефект також пов'язаний з регуляцією через блукаючий нерв та зникає при блокаді нервової передачі атропіном.

## Історія відкриття
Вперше спостерігався і описаний австрійським хірургом Карлом Ніколадоні у 1875 році. Інші назви дані на честь російського хірурга українського походження Надії Добровольської, американського лікаря Генрі Бренема (англ. Henry H. Branham, описав у 1890 році) і німецького хірурга єврейського походження Джеймса Ізраела, які зробили подібні спостереження незалежно від Ніколадоні.